# Улица Красных Командиров (Старая Русса)
Улица Красных Командиров — улица в Старой Руссе. Проходит через исторический центр города от улицы Сварога до района Городок и парка «Юность» на южной окраине города.

## История
Первоначальное название — Дмитриевская, по построенной в городе в XV веке церкви во имя святого великомученика Димитрия Солунского († 306 год).
Улица указывалась под этим своим именем ещё на плане Старой Руссы 1928 года.
В годы Великой Отечественной войны церковь была разрушена, а улица после окончания войны получила название улицы Красных Командиров (какую-либо связь такого названия с историей Старой Руссы краеведы не усматривают).
Никольская церковь, возведённая в 1371 году, была восстановлена, отреставрирована и в 1992 году передана старообрядческой общине.
Улица застроена домами частного сектора второй половины XX века постройки. В конце 1990-х гг. по левой стороне улицы, на её части, граничащей с территорией 123 Авиаремонтного завода, по немецким проектам построен квартал благоустроенных двухэтажных коттеджей для офицеров и их семей, военных пенсионеров и т. д.

## Известные жители
До самого начала Великой Отечественной войны на улице сохранялся дом Гольтяева, в котором в 1858 году проживал Н. А. Добролюбов (1836—1861), известный русский критик, поэт, публицист, представитель «революционной демократии».

## Достопримечательности
Писательский сквер с памятником Ф. М. Достоевскому
д. 8 — Церковь Николая Чудотворца в Старой Руссе

## Улица в литературе
Улица и примыкающие к ней переулки: Большой Дмитриевский и Малый Дмитриевский (ныне — Комсомольский и Пионерский) — напоминают о событиях, описанных Ф. М. Достоевским в романе «Братья Карамазовы».

## Галерея

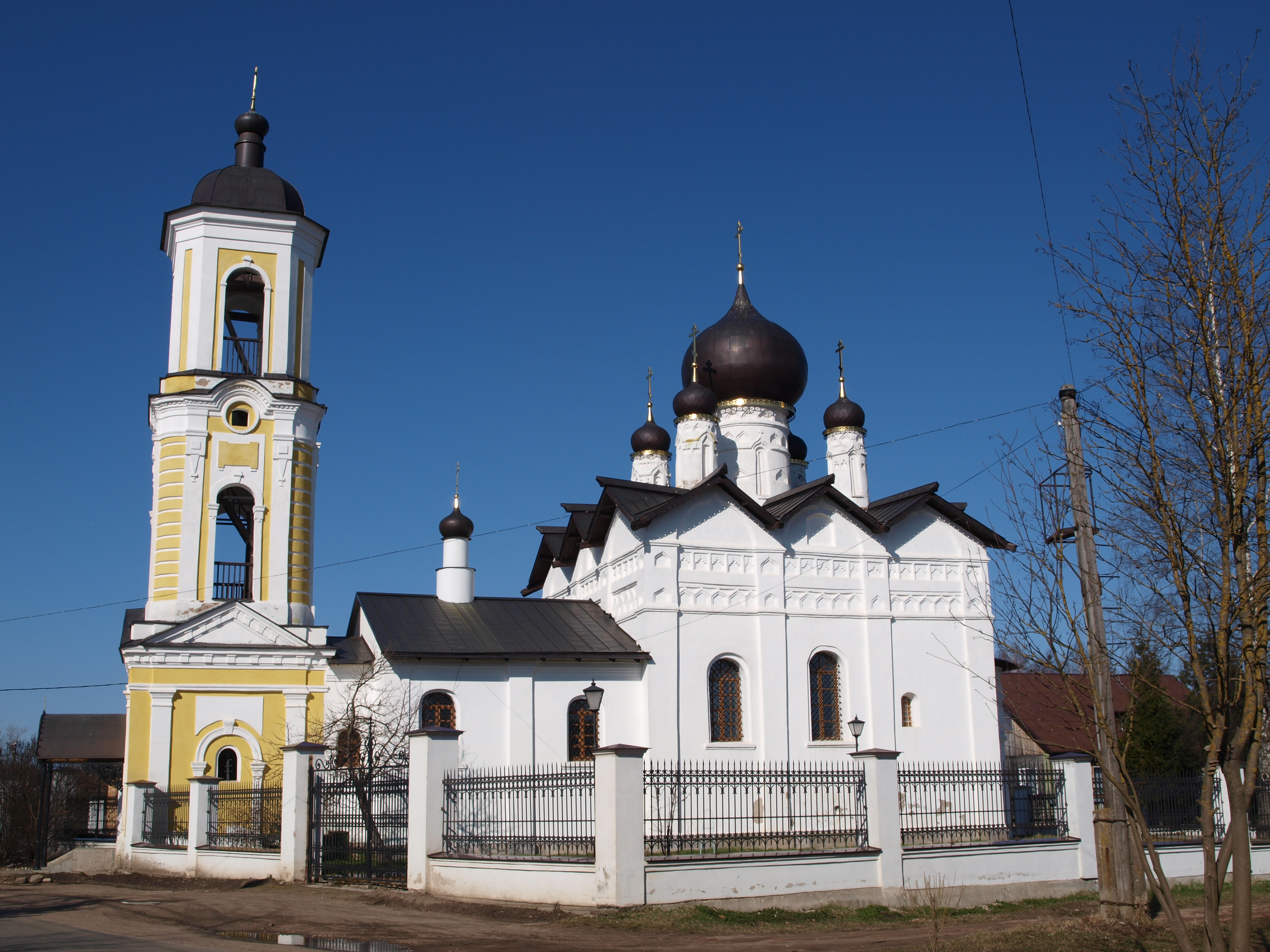
Никольская церковь
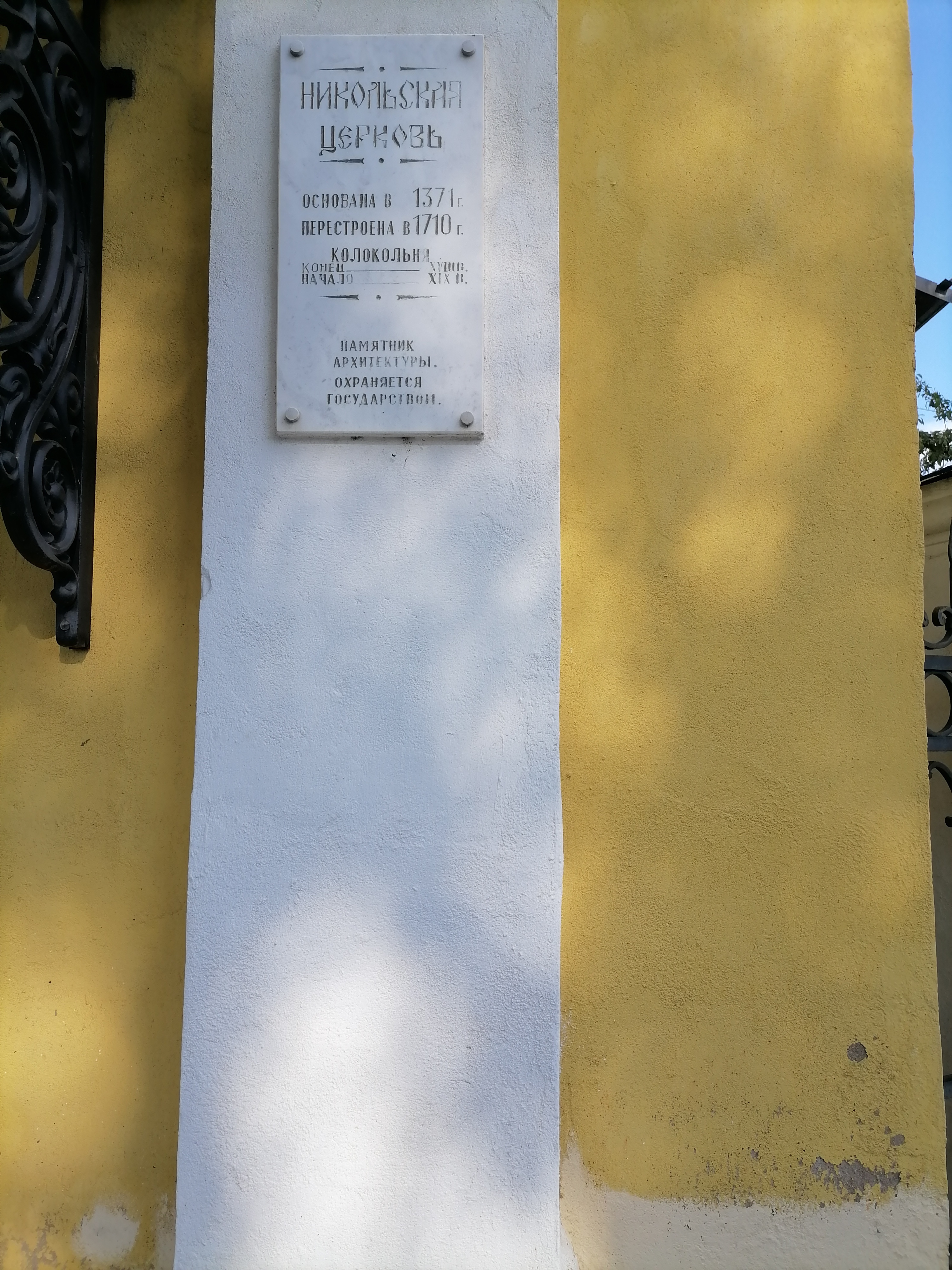
Мемориальная доска Никольской церкви
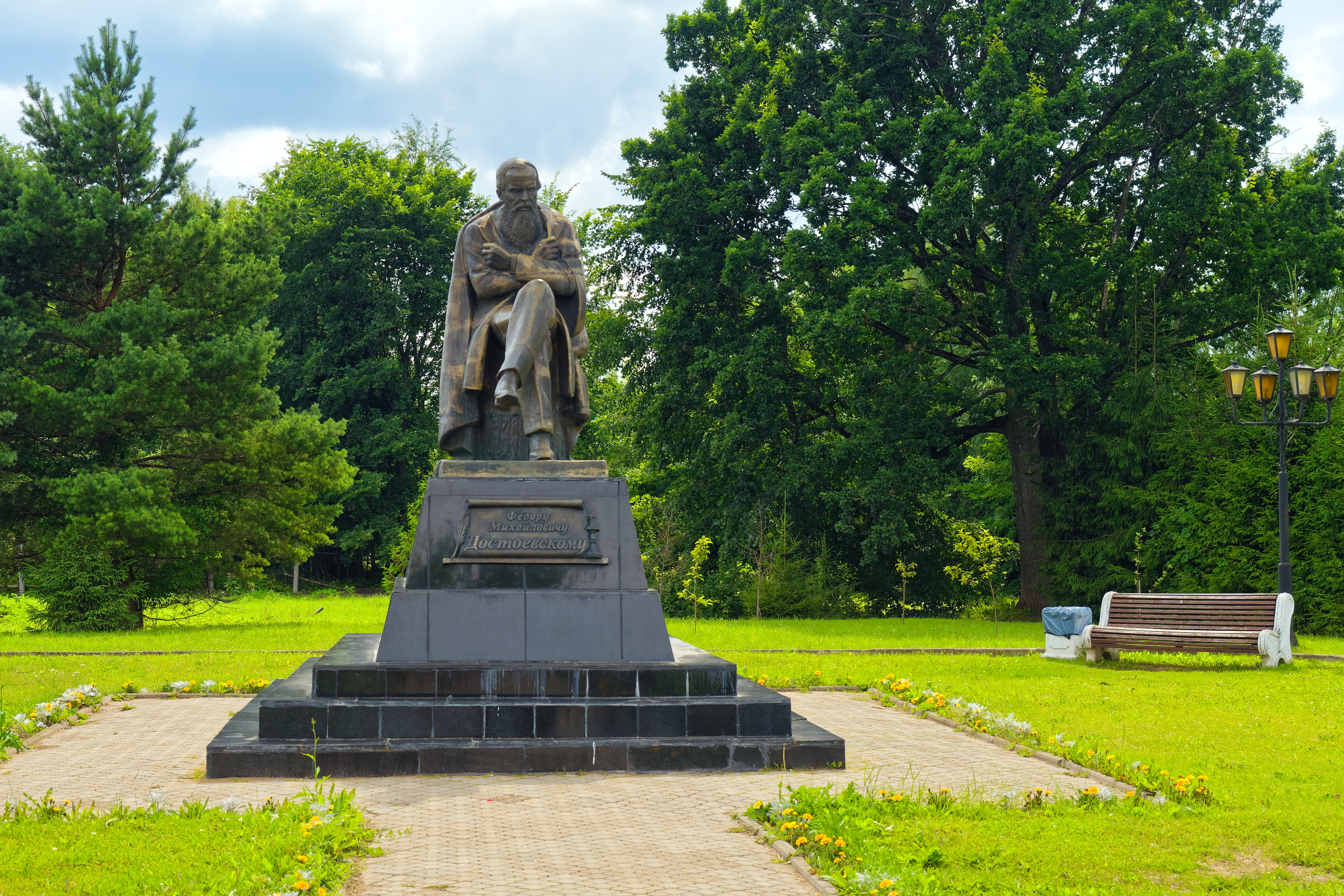
Памятник Достоевскому в Писательском сквере
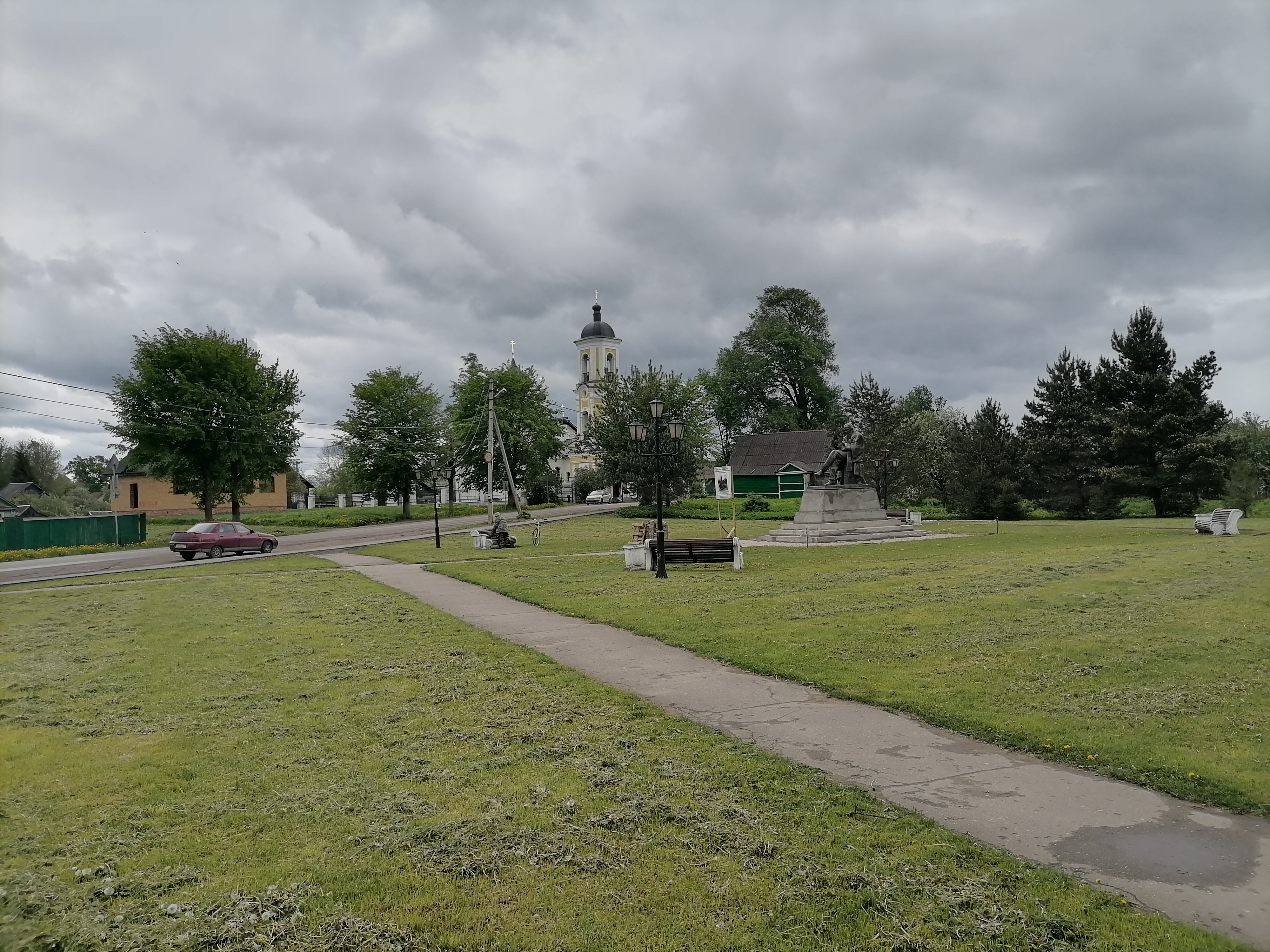
Писательский сквер